# Самина (приток Андомы)
Самина — река в России. Исток берёт в Саминском озере на территории Саминского сельского поселения Вытегорского района Вологодской области, большая часть русла расположена на территории того же сельского поселения, небольшой участок в Пудожском районе Республики Карелия, устье — в 18 км по правому берегу реки Андома, на территории Андомского сельского поселения Вытегорского района. Длина реки составляет 79 км.
- В 64 км от устья по правому берегу реки впадает Сахатручей
- В 45 км от устья по левому берегу реки впадает Пертручей
- В 32 км от устья по правому берегу реки впадает река Челма.
- В 34 км от устья по левому берегу реки впадает река Хмелевица (исток — озеро Куржинское).
- В 4 км от устья по левому берегу реки впадает река Пажия.
- В 19 км от устья по левому берегу реки впадает река Куржекса.
- Более мелкие притоки: Матручей, Турнега.

Местность в верхнем течении Самины не населена, в нижнем течении на берегах расположены (по направлению от истока к устью) посёлок Октябрьский, деревни Каньшино,
Загородская,
Титово,
Крюковская,
Саминский Погост,
Берег,
Силово,
Никулино,
Мишино,
Лечино,
Демино, Коровкино. Самина впадает в Андому в деревне Гуляево.

## Данные водного реестра
По данным государственного водного реестра России относится к Балтийскому бассейновому округу, водохозяйственный участок реки — Бассейн Онежского озера без рр. Шуя, Суна, Водла и Вытегра, речной подбассейн реки — Свирь (включая реки бассейна Онежского озера). Относится к речному бассейну реки Нева (включая бассейны рек Онежского и Ладожского озера).
Код объекта в государственном водном реестре — 01040100612102000017369.